# Nouilly
Nouilly là một xã trong vùng Grand Est, thuộc tỉnh Moselle, quận Metz-Campagne, tổng Vigy. Tọa độ địa lý của xã là 49° 08' vĩ độ bắc, 06° 15' kinh độ đông. Nouilly nằm trên độ cao trung bình là 195 mét trên mực nước biển, có điểm thấp nhất là 180 mét và điểm cao nhất là 252 mét. Xã có diện tích 2,4 km², dân số vào thời điểm 2005 là 456 người; mật độ dân số là 190 người/km².

## Thông tin nhân khẩu
| 1962 | 1968 | 1975 | 1982 | 1990 | 1999 |
| ---- | ---- | ---- | ---- | ---- | ---- |
| 217  | 236  | 312  | 385  | 408  | 417  |